# Championnats du monde de course en ligne de canoë-kayak de 1986
Navigation
Édition précédente Édition suivante
Les vingtièmes championnats du monde de course en ligne de canoë-kayak se sont déroulés à Montréal (Canada) en 1986.

## Podiums

### Hommes

#### Canoë
| Epreuve     | Or                                  | Temps | Argent                                                  | Temps | Bronze                                           | Temps |
| C-1 500 m   | Olaf Heukrodt (GDR)                 |       | Aurel Macarencu (ROU)                                   |       | Nikolay Bukhalov (BUL)                           |       |
| C-1 1000 m  | Aurel Macarencu (ROU)               |       | Ivan Klementiev (URS)                                   |       | Ivan Sabjan (YUG)                                |       |
| C-1 10000 m | Aurel Macarencu (ROU)               |       | Ivan Sabjan (YUG)                                       |       | Didier Hoyer (FRA)                               |       |
| C-2 500 m   | HUN János Sarsui Kis István Vaskúti |       | Union soviétique Viktor Reneisky Aleksandr Kalnitzhenko |       | Allemagne de l'Est Ulrich Papke Ingo Spelly      |       |
| C-2 1000 m  | HUN János Sarsui Kis István Vaskúti |       | Pologne Marek Lbik Marek Dopierala                      |       | Allemagne de l'Ouest Wolfram Faust Hartmut Faust |       |
| C-2 10000 m | Pologne Marek Lbik Marek Dopierala  |       | ROU Dumitru Betiu Vasile Lehaci                         |       | Danemark Arne Nielsson Christian Frederiksen     |       |

#### Kayak
| Epreuve     | Or                                                                                    | Temps | Argent                                                                               | Temps | Bronze                                                                               | Temps |
| K-1 500 m   | Jeremy West (GBR)                                                                     |       | Zsolt Gyulay (HUN)                                                                   |       | Igor Nagaev (URS)                                                                    |       |
| K-1 1000 m  | Jeremy West (GBR)                                                                     |       | Ferenc Csipes (HUN)                                                                  |       | Harry Nolte (GDR)                                                                    |       |
| K-1 10000 m | Ferenc Csipes (HUN)                                                                   |       | Bernard Brégeon (FRA)                                                                |       | Stanislav Boreyko (URS)                                                              |       |
| K-2 500 m   | Allemagne de l'Ouest Reiner Scholl Thomas Pfrang                                      |       | HUN András Rajna Attila Adrovicz                                                     |       | Union soviétique Viktor Pusev Sergey Superata                                        |       |
| K-2 1000 m  | ROU Daniel Stoian Angelin Velea                                                       |       | Allemagne de l'Est André Wohllebe Frank Fischer                                      |       | Australie Kerry Grant Steve Wood                                                     |       |
| K-2 10000 m | HUN Gábor Kulcsar László Gindl                                                        |       | Union soviétique Sergey Korneyevez Viktor Detkovskiy                                 |       | ROU Daniel Stoian Angelin Velea                                                      |       |
| K-4 500 m   | Allemagne de l'Est Andreas Stähle Frank Fischer André Wohllebe Jens Fiedler           |       | Union soviétique Aleksandr Matushenko Sergey Kirsanov Nikolay Zhersen Viktor Denisov |       | Allemagne de l'Ouest Gilbert Schneider Detlef Schmidt Volker Kreutzer Thomas Reineck |       |
| K-4 1000 m  | HUN Ferenc Csipes Zsolt Gyulay László Fidel Zoltán Kovács                             |       | Allemagne de l'Est Guido Behling Hans-Jörg Bliesener Jens Fiedler Thomas Vaske       |       | Pologne Robert Chwialkoski Kazimierz Krzyżański Grzegorz Krawców Wojech Kupriewski   |       |
| K-4 10000 m | Union soviétique Nikolay Oselez Gigoriy Medvedyev Sergey Kislev Aleksandr Akunichikov |       | ROU Ionel Constantin Nicolae Feodoset Ionel Letcae Alexandru Dulau                   |       | HUN Tibor Böjti Tibor Helyi László Nieberl Kálmán Petrovics                          |       |

### Femmes

#### Kayak
| Epreuve   | Or                                                   | Temps | Argent                                                                              | Temps | Bronze                                                         | Temps |
| K-1 500 m | Vania Gesheva (BUL)                                  |       | Kathrin Giese (GDR)                                                                 |       | Yvonne Knudsen (DEN)                                           |       |
| K-2 500 m | HUN Katalin Povazsan Erika Mészáros                  |       | Union soviétique Nelli Korbukova Tatyana Zhistova                                   |       | BUL Vanja Gesheva-Tsvetkova Diana Paliiska                     |       |
| K-4 500 m | HUN Erika Géczi Erika Mészáros Rita Köbán Éva Rakusz |       | Union soviétique Nelli Korbukova Anzhela Nadtochayeva Tatyana Zhistova Olga Slapina |       | ROU Tecla Borcaena Luminata Munteanu Marina Ciiucur Anna Larie |       |

## Tableau des médailles
| Rang  | Nation               | Or | Argent | Bronze | Total |
| ----- | -------------------- | -- | ------ | ------ | ----- |
| 1     | HUN                  | 7  | 3      | 1      | 11    |
| 2     | ROU                  | 3  | 3      | 2      | 8     |
| 3     | Allemagne de l'Est   | 2  | 3      | 2      | 7     |
| 4     | Royaume-Uni          | 2  | 0      | 0      | 2     |
| 5     | Union soviétique     | 1  | 6      | 3      | 10    |
| 6     | Pologne              | 1  | 1      | 1      | 3     |
| 7     | BUL                  | 1  | 0      | 2      | 3     |
| 8     | Allemagne de l'Ouest | 1  | 0      | 2      | 3     |
| 9     | France               | 0  | 1      | 1      | 2     |
| 10    | Yougoslavie          | 0  | 1      | 1      | 2     |
| 11    | Danemark             | 0  | 0      | 2      | 2     |
| 12    | Australie            | 0  | 0      | 1      | 1     |
| Total | Total                | 18 | 18     | 18     | 54    |